# Free Jazz Festival
O Free Jazz Festival foi um festival de música realizado anualmente que teve, entre 1985 e 2001, dezesseis edições, todas elas ocorridas simultaneamente no Rio de Janeiro e em São Paulo. Ocasionalmente, também ocorria em outras capitais brasileiras, como Curitiba e Porto Alegre.
O festival era patrocinado pela empresa do ramo de tabaco Souza Cruz, daí o nome Free Jazz, já que "Free" é uma das marcas de cigarro produzidos pela empresa. O nome não tem, portanto, relação direta com a vertente jazzística de Ornette Coleman - pelo contrário, o festival foi palco de apresentações bastante variadas, sem se prender a qualquer estilo específico, dando lugar desde o cool jazz de Chet Baker até a música eletrônica do Fatboy Slim.
A edição de 1990 foi cancelada pela Souza Cruz devido ao Plano Collor. Albert King, Dizzy Gillespie e Take 6 já estavam confirmados no festival. Os dois últimos tocaram na edição de 1991, enquanto que Albert King tocou em 1992.
Miles Davis seria a grande atração da edição de 1988, porém cancelou sua apresentação dias antes por motivos de saúde.
Em 2002, a décima sétima edição do festival foi cancelada, segundo os organizadores do evento, devido à alta do dólar, que elevou os custos a ponto de inviabilizar sua realização.
Em janeiro de 2003, entrou em vigor uma lei antitabagista, que proibia que empresas de tabaco patrocinassem eventos culturais e esportivos no Brasil, acabando em definitivo com o festival, que teve como sucessor o TIM Festival.

## Atrações ano a ano (em ordem alfabética)

### 2002
- Cancelado

### 2001
- Aphex Twin
- Baaba Maal
- Belle & Sebastian
- Bill Henderson Quartet
- Chico Hamilton & Euphoria
- Cordel do Fogo Encantado
- Curupira
- DJ Dolores
- Fatboy Slim
- Funk Como Le Gusta
- Grandaddy
- Macy Gray
- Marlon Jordan Quintet
- Moacir Santos
- Orishas
- Pat Martino
- Phil Woods Quintet
- Randy Weston's African Rhythms Quintet
- Roni Size & Reprazent
- Sidestepper
- Sigur Rós
- Temptations
- The Benny Golson Sextet
- The New Orleans Nightcrawlers
- Yamandú Costa

### 2000[5]
- Art Ensemble of Chicago
- Chucho Valdés
- D'Angelo
- Femi Anikulapo-Kuti & The Positive Force
- Greg Osby
- Hamilton de Holanda
- Irvin Mayfield
- Jay Jay Johanson
- João Donato
- Leftfield
- Manu Chao
- Moreno +2
- Marcos Suzano
- Max Roach
- Moloko
- Moreno Veloso
- Ravi Coltrane
- Ray Brown
- Sean Lennon
- Sonic Youth
- Talvin Singh

### 1999[6]
- Cake
- Charles Lloyd
- Darren Emerson
- Finley Quaye
- Eagle-Eye Cherry
- George Shearing
- Jonny Lang
- Joshua Redman
- Leandro Braga
- Louie Bellson
- Marc Ribot
- MV Bill
- Nicholas Payton
- Orbital
- Pedro Luís e a Parede
- Roy Haynes
- The Crystal Method
- Trio Madeira Brasil
- Vittor Santos Orquestra
- Medeski Martin and Wood

### 1998[7]
- Antonio Hart
- Banda Mantiqueira
- Ben Harper
- Dave Matthews Band
- Farofa Carioca
- Hermeto Pascoal
- Howard Johnson
- Jane Ira Bloom
- Jeff Beck
- Johnny Griffin
- Keb'Mo'
- Kraftwerk[8]
- Macy Gray
- Marc Cary
- Maria Schneider Jazz Orchestra
- Massive Attack
- Mavis Staples
- Wayne Shorter

### 1997[9]
- Adam F.
- Armandinho
- Art Farmer
- Carlos Malta
- Cascabulho
- Cyrus Chestnut
- Danilo Perez
- Dee Dee Bridgewater
- Diana Krall
- Donald Harrison
- Elvis Costello
- Erykah Badu
- Goldie & Metalheadz
- Jamiroquai[10]
- Jimmie Vaughan
- Kenny Garrett
- Lee Konitz
- Marcus Roberts
- Natasha Atlas
- Neneh Cherry
- O Trio
- Otis Rush
- Pharoah Sanders
- Raul Mascarenhas e Mauro Senise
- Ronnie Earl
- Virgínia Rodrigues

### 1996[11]
- 808 State
- Bjork
- Christian McBride
- Cllark Terry
- Earl Klugh
- Edu Lobo
- Ellis Marsalis Trio
- George Clinton
- Herbie Hancock
- Incognito
- Isaac Hayes
- James Carter
- James Taylor Quartet
- John Pizzarelli
- Johnny Alf
- Mark Whitfield e John Pizzarelli
- Me'Shell Ndegéocello
- Nicholas Payton
- Paulinho do Trompete
- Salif Keita
- Sergio Salvatore
- Zé Nogueira

### 1995[12]
- Al Green
- Branford Marsalis
- Brasil All-Stars
- Buckshot LeFonque
- Cella Cruz
- Gilberto Gil
- Harry Connick Jr. & His Funk Band
- Jamiroquai
- Leroy Jones
- Rachelle Ferrell & George Duke
- ReBirth Brass Band
- Roy Hargrove Quintet
- Sounds of Blackness
- Stevie Wonder
- The Brand New Heavies
- Tito Puente & His Latin Orchestra
- Vernon Reid

### 1994[13]
- Abbey Lincoln
- BB King
- Cassandra Wilson
- Cristovão Bastos
- Digable Planets
- Etta James & The Roots Band
- Guinga
- Guru's Jazzmatazz
- J.J. Johnson Quintet
- Jackie McLean Sextet
- James Brown
- Joshua Redman Quartet
- Lenine & Suzano
- Marcus Miller & Friends (com Al Jarreau, Djavan e Joe Sample)
- US3

### 1993
- Betty Carter
- Bo Diddley and The Debby Hastings Band
- Chuck Berry
- Clarence Brown with Gate's Express
- Delfeayo Marsalis Quintet
- Duo Assad
- Ed Motta
- Elvin Jones
- Gerry Mulligan Tentet
- Hermeto Paschoal com Duofel
- Jaques Morelenbaum
- Joe Henderson Quartet
- Leo Gandelman e Carlinhos Brown
- Little Richard
- McCoy Tyner Trio
- Ornette Coleman
- Pat Metheny
- Ron Carter
- Tributo a Tom Jobim (com Tom Jobim, Gal Costa, Shirley Horn, Joe Henderson, Jon Hendricks, Herbie Hancock, Ron Carter, Gonzalo Rubalcaba, Harvey Mason, Alex Acuña e Paulo Jobim)
- World Saxophone Quartet

### 1992
- Albert King
- Bobby McFerrin & Voicestra
- Dianne Reeves
- Duke Ellington Orchestra
- Eddie Daniels & Gary Burton
- Kenny G
- Lyle Mays
- Marcus Roberts
- Michel Camilo
- Paulo Moura
- Pepeu Gomes
- Raul de Souza
- Robben Ford
- Terence Blanchard
- Toots Thielemans (convidados: Gilberto Gil, Chico Buarque, Edu Lobo, Oscar Castro-Neves, Ivan Lins e Eliane Elias)
- Tributo a Miles Davis (com Herbie Hancock, Wayne Shorter, Ron Carter, Tony Williams e Wallace Roney)
- Victor Biglione e Cássia Eller
- Wagner Tiso

### 1991
- Ahmad Jamal
- Albert Collins & Icebreakers
- Arthur Maia
- Assis Brasil Quarteto
- Christopher Hollyday
- Dizzy Gillespie & United Nation Orchestra
- Dr. John
- Edson Cordeiro
- Grover Washington
- Hard Bop & Café
- Jimmy Smith & Kenny Burrel
- Little Jimmy Scott & Quartet
- Marinho Boffa
- Natan Marques & Ricardo Leão
- Orquestra de Música Brasileira
- Take Six
- Ulisses Rocha
- Wynton Marsalis Septet
- Zawinul Syndicate

### 1990
- Cancelado

### 1989
- Alemão
- André Christovam
- Aquarela Carioca
- Aquilo del Nisso
- Branford Marsalis
- Cecil Taylor
- Count Basie Orchestra
- George Benson
- Gilson Peranzzetta
- Horace Silver
- Joe Williams
- John Lee Hooker
- John Scofield
- John Zorn
- Mauro Senise
- Max Roach
- Nana Caymmi
- Robertinho Silva
- Sebastião Tapajós
- Victor Biglione
- Zonazul

### 1988
- Almir Sater
- Antonio Adolfo
- Banda Zil
- Cama de Gato
- Courtney Pine Band
- Diane Schurr
- Gilson Peranzzeta
- John Laurie
- Michael Brecker Band
- Mike Stern
- Modern Jazz Quartet
- Nico Assumpção
- Nina Simone
- Oscar Castro Neves
- Pixinga
- Ron Carter
- Sebastião Tapajós
- Stephane Grapelli
- The Lounge Lizards
- Tony Willians Trio
- Yellow Jackets

### 1987
- Antônio Adolfo
- Art Blakey and His Jazz Messengers
- Cama de Gato
- Chick Corea
- Dominguinhos
- Gil Evans Orchestra
- Guilherme Vergueiro
- Hermeto Pascoal
- Jim Hall
- King Sunny Ade
- Laurindo de Almeida
- Lee Ritenour
- Leo Gandelman
- Marcos Ariel
- Michel Petrucciani
- Nivaldo Ornelas
- Orquestra de Cordas Dedilhadas de Pernambuco
- Philip Glass Ensemble
- Raphael Rabello
- Sarah Vaughan
- Spyro Gyra

### 1986
- Azymuth
- César Camargo Mariano
- David Sanborn
- Dominguinhos
- Egberto Gismonti
- Gerry Mulligan
- Grupo D'Alma
- Idriss Boudrioua Quinteto
- João Donato
- Larry Carlton
- Leny Andrade
- Marcos Ariel
- Paulo Moura
- Ray Charles
- Ricardo Silveira
- Rique Pantoja
- Stanley Jordan
- The Dirty Dozen Brass Band
- The Manhattan Transfer
- Turíbio Santos
- Victor Biglione
- Wynton Marsalis

### 1985
- Bobby McFerrin
- Chet Baker
- Egberto Gismonti
- Gilson Peranzzetta e Ricardo Pontes
- Grupo D'Alma
- Hélio Delmiro
- Heraldo do Monte
- Hubert Laws
- Joe Pass
- Luis Eça
- Marcio Montarroyos
- Maurício Einhorn
- McCoy Tyner
- Orquestra Tabajara
- Pat Metheny Group
- Pau Brasil
- Paulo Moura
- Phil Woods Quintet
- Ricardo Silveira
- Sérgio Dias
- Sivuca
- Sonny Rollins
- The Ernie Watts Quartet
- Toninho Horta
- Toots Thielemans
- Uakti
- Wagner Tiso
- Zimbo Trio